# Vienna (Illinois)
Vienna je grad u američkoj saveznoj državi Ilinois. Prema popisu stanovništva iz 2010. u njemu je živjelo 1.434 stanovnika.